# Zwervend lieveheersbeestje
Het zwervend lieveheersbeestje (Ceratomegilla undecimnotata) is een kever uit de familie van de lieveheersbeestjes (Coccinellidae).
De imago wordt 5 tot 7 mm lang. Op de oranjerode dekschilden bevinden zich vier tot zes zwarte vlekken. De soort kan verward worden met het ruigtelieveheersbeestje, maar is te herkennen aan de witte tekening op het halsschild, die alleen in het midden een punt in het zwart heeft en geen losse vlekken geeft.
Het zwervend lieveheersbeestje leeft van bladluizen.
De soort komt voor in Centraal- en Zuid-Europa en in aangrenzend Azië. België lag oorspronkelijk aan de noordgrens van het areaal, doch in 2019 werd het zwervend lieveheersbeestje ook in Nederland waargenomen.